# الاعلاق النفیسه
الأعلاق النفیسه دانشنامه‌ای است مشتمل بر اطلاعات جغرافیایی زبان عربی که به قلم ابوعلی احمد بن عمر بن رسته در اواخر سده سوم هجری نوشته شده است. باسورث، این کتاب را دایرةالمعارف مختصری از دانش کیهانی، جغرافیایی و تاریخی دانسته است. الأعلاق‌النفسیه مهم‌ترین اثر برجای‌مانده از ابن رسته که فقط اندکی از جلد هفتم آن به روزگار ما رسیده است. جلد هفتم اطلاعاتی پیرامون کره زمین و تقسیمات جغرافیایی آن، فاصله زمین از کره ماه و ستارگان، جغرافیای ایران، عربستان، یمن، آفریقای شمالی، اسپانیا، آسیای کوچک، روسیه، ترکستان و هند مشتمل بر شهرها و روستاها و رودها، میزان خراج ولایات، مسیر راه‌های کهن و … ارائه می‌دهد.

## ترجمه
این کتاب با ترجمهٔ حسین قره‌چانلو در سال ۱۳۶۵ منتشر و در مراسم کتاب سال جمهوری اسلامی ایران به‌عنوان کتاب برگزیده معرفی شد.